# Serednii Maidan, Nadvirna
Serednii Maidan (în ucraineană Середній Майдан) este localitatea de reședință a comunei Serednii Maidan din raionul Nadvirna, regiunea Ivano-Frankivsk, Ucraina.

## Demografie
Componența lingvistică a localității Serednii Maidan
     Ucraineană (100%)
Conform recensământului din 2001, toată populația localității Serednii Maidan era vorbitoare de ucraineană (100%).